# Mosquée Mohammed al-Amine
La mosquée Mohammed al-Amine (en arabe : جامع محمد الأمين) est une mosquée sunnite située dans le centre-ville de Beyrouth, au Liban, et inaugurée en 2008. Sa construction à l'emplacement d'une ancienne zaouïa avait commencé en novembre 2002. Elle donne place des Martyrs, tout près de la cathédrale Saint-Georges-des-Maronites.